# WOWOW PLUS MUSIC -深夜1時の音楽タイム-
『WOWOW PLUS MUSIC -深夜1時の音楽タイム-』（ワウワウプラスミュージック しんやいちじのおんがくタイム）は、歌謡ポップスチャンネルで放送中のテレビ番組。
- 第1期は、2018年11月24日から2019年1月11日まで放送した。
- 第2期は、2019年3月25日から2019年5月12日まで放送した。
- 第3期は、2019年11月20日から放送開始。

## 番組概要
音楽専門チャンネル「歌謡ポップスチャンネル」が深夜1時に新たな音楽に出会う時間として、“今伝えたい”をキーワードに7組のアーティストを独自にピックアップ。ジャンルを問わず7組のアーティストが曜日替わりで登場。ライブやイベントの模様、インタビューやゲストを迎えてのセッションなど、その魅力・素晴らしさを様々な視点から伝える番組。2019年11月ににスタートした第3期からは、毎月2組のアーティストをピックアップして放送。
- 第1期は、2018年11月24日から2019年1月11日までHANDSIGN、虹のコンキスタドール、P.O.P、Mary's Blood、妹尾武、中澤卓也、KUのレギュラー番組を放送した。
- 第2期は、2019年3月25日から2019年5月12日まで浜端ヨウヘイ、B2takes!、Bitter & Sweet、さとり少年団、Gacharic Spin、真田ナオキ、あべやのレギュラー番組を放送した。
- 2019年11月20日から第3期、放送開始。TFG (音楽グループ)、七海ひろき、CUBERS、まねきケチャ、井上苑子、東京女子流、Maison book girl、田村芽実、前野健太、ベッド・イン (アイドルグループ)、さかいゆう、SHE'S、風男塾、NEMOPHILA、AK-69、Chuning Candy、バンドじゃないもん!MAXX NAKAYOSHI、真っ白なキャンバス、ACE COLLECTION

## 第1期
【レギュラー】
- 月曜日：HANDSIGN（放送期間：2018年11月26日 - 2019年1月7日）

HANDSIGN「この手で奏でるTV show」
＃1：実話を基にしたMVや、LIVEイベント（2018年11月3日、関内ホール）の模様を放送。
＃2：耳が聞こえる聞こえないに関わらず、誰もが楽しめるLIVE空間を追求するHANDSIGN。
LIVE映像と舞台裏の様子にインタビューを交え、LIVEにかける思いを放送。
＃3：写真や映像とともにHANDSIGNのヒストリーを辿る。
幼馴染のTATSUとSINGOによって結成されたHANDSIGN。二人の出会いから“手話パフォーマンス”が生まれた経緯、ニューヨークアポロシアターでのアマチュアナイト挑戦までを振り返る。
＃4：HANDSIGNヒストリー。手話ダンスパフォーマーとしてスタートしたHANDSIGNが初めて「歌」を意識するようになったきっかけや、転機を迎えた二人が挑戦してきた様々な活動を振り返る。
＃5：写真や映像で振り返るヒストリー。
“感動作”として話題になったミュージックビデオ「僕が君の耳になる」の制作秘話や、「東京ガールズコレクション」での公演の思い出、さらに親善大使を担う二人の地元・神奈川県平塚市への思いを語る。
＃6：ボイストレーニングやダンスレッスンの模様など、パフォーマンスの裏側に密着。今後の活動や目標など、未来の展望に迫る。
- 火曜日：虹のコンキスタドール（放送期間：2018年11月27日 - 2019年1月8日　※2019年4月7日一挙放送）

◇虹コンの2時じゃないんかぁぁい！
＃1：ダンスレッスンの模様や、5周年突入記念ライブの前日リハーサルからLIVE終了までを取材した模様を放送。
＃2：2018年10月開催の「虹コンなりの体育祭」や、「全国征服！5th Anniversary レインボウツアー」の模様を放送。
レインボウツアーから新曲「パウダースノーランデブー」や、トークコーナー、「ものまねコンテスト」、「この際だから一言いいたい！」を放送。
＃3：2018年10月開催の「全国征服！5th Anniversary レインボウツアー」の模様を放送。
2018年12月12日発売のアルバム「THE BEST OF RAINBOW」から「↓エイリアンガール・イン・ニューヨーク↑」を放送。
メンバーへのアンケートによるコールでテンションの上がる部分を紹介。ライブ中、コールを受けた感想やファンへのリクエストなどの情報も届ける。
＃4：2018年10月開催の「全国征服！5th Anniversary レインボウツアー」の模様を放送。
2018年12月12日発売のアルバム「THE BEST OF RAINBOW」から「奇跡100%」を放送するほか、メンバーの隠れた一面や意外な素顔がわかる「メンバー内ランキング」を発表。
メンバーの悩みを解決する「お悩み相談」では、禁断の楽屋裏事情も放送する。
＃5：「ふたりのシュプール」のLIVE映像や2018年5月開催の「虹の大三角形 in 東京 〜The Story of Rainbow〜」の模様も放送。
トークコーナー：電気ビリビリペン対決。メンバー考案のメニューを展開する期間限定の虹コンカフェの取材も届ける。
＃6：「全国征服！5th Anniversary レインボウツアー」から「やるっきゃない！2018」を届ける。
トークコーナーでは虹コンの2019年を占うおみくじを引く。さらに2019年1月発売のグッズシングル「本命ショコラティエ」のMV撮影の模様を放送。
- 水曜日：P.O.P（放送期間：2018年11月28日 - 2019年1月9日）

◇P.O.Pのたのしいことばかりありますように
番組アシスタント：ロバートソン夏妃。
＃1：P.O.Pって、どんなグループ？
P.O.Pの紹介、ミュージックビデオの撮影裏話や、コーナー：「兄の飯（あにのめし）」ゲスト：TOKYO No.1 SOUL SETのBIKKE。
＃2：ヒップホップ用語「セイホー！」や、あの頃のJ-POPをP.O.Pが伝授。コーナー：架空CMソングをつくる「P.O.PのCM制作日記」。
＃3：ヒップホップ用語「プチョヘンザ」や、思い出のJ-POPを肴に音楽トーク。コーナー：「兄の飯（あにのめし）」ゲスト：TOKYO No.1 SOUL SETのBIKKE。
＃4：KENHOLのShinoが、小学生とは思えないスゴ技を披露。ヒップホップ講座では「チェケラッチョ」、コーナー：「P.O.PのCM制作日記」
＃5：KENHOLのShino直伝のけん玉技に挑戦。ヒップホップ講座では「レペゼン」を学ぶ。
コーナー：「P.O.PのCM制作日記」ほか、2018年11月2日開催のリリースパーティーの模様を届ける。ゲストの「Rhymeberry」「hy4_4yh（ハイパーヨーヨ）」のコメントも放送。
＃6：ヒップホップ講座「インダハウス」を学ぶ。コーナー：「兄の飯（あにのめし）」TOKYO No.1 SOUL SETのBIKKEが登場。
勝手系プロジェクト「P.O.PのCM制作日記」では、ついにCMが完成する。
- 木曜日：Mary's Blood（放送期間：2018年11月29日 - 2019年1月10日）

◇Mary's Blood 了解道中膝栗毛
＃1：Mary's Bloodの音楽の軌跡を辿る
アルバム『Revenant』発表後に開催したライブ、ツアーファイナル公演の模様やミュージックビデオを放送。
＃2：Mary's Bloodにとって「ライブ」とは？
2018年11月3日に開催した『Mary's Blood RIO'S Birthday Live〜SUPER RIO BROTHERS〜』と、2018年4月開催の女性ミュージシャンだけのロック・フェス「NAONのYAON2018」のライブを放送。
＃3：番組オリジナル企画　2018年11月25日dues 新宿で行われた「Mary's Blood MARIのメタルドラミングのすすめ！」と題したドラムセミナーの模様を放送。
＃4：Mary's Blood ヴォーカル・EYEを密着取材。コスプレが趣味のEYEは、池袋にあるウィッグ専門店MAPLEを訪問する。
＃5：ギターリストSAKIが憧れる蝶野正洋との対談。
蝶野正洋プロデュースのファッションブランド“アリストトリスト”の話や、違うステージではあるが舞台に立つ人間として様々なアドバイスを送る。
＃6：ベーシスト RIOのオリジナル企画「お酒を飲みながら「夢」をテーマに語りつくそう！」
最新アルバム「Revennant」のプロデューサー 岡野ハジメとBULL ZEICHEN 88、Rayflowerのメンバーで、T.M.Revolutionやtetsuya等のサポートを務めるIKUOとのベーシスト対談。
- 金曜日：妹尾武（放送期間：2018年11月30日 - 2019年1月11日）

◇妹尾 武「真夜中のピアニスト」
＃1：ジョイントコンサート「歌とピアノのドルチェ」 （2018年10月19日、東京・渋谷伝承ホール）の模様を中心に、元･ふきのとうのフォークシンガー細坪基佳をゲストに迎えたトークとセッションの模様を放送。
＃2：テーマは「旅」。ゲスト：細坪基佳。
2018年10月に細坪基佳のファンクラブツアーで訪れた「シチリア島（イタリア）」の思い出やエピソード、セッションの模様を放送。
＃3：ゲスト：KOBUDO -古武道-（チェロ：古川展生、尺八：藤原道山、ピアノ：妹尾武、インストゥルメンタル・ユニット）
2007年に結成したKOBUDO -古武道-のメンバーが集結し、純邦楽、クラシック、ポップスの異ジャンル融合の逸話などを語る。
＃4：ゲスト：佐藤和哉
日本を代表する篠笛奏者・佐藤和哉。レーベルメイトとしての共演をきっかけに、レコーディングやライブでのジョイントも多い。妹尾がアレンジと演奏を手がけたアルバム「唄の音」の話などを届ける。
＃5：ゲスト：清貴
クリスマスコンサート：東京クリスマス（2018年12月21日、品川教会グローリア・チャペル）の模様を放送。シンガーソングライター・清貴とのスペシャル･トークも届ける。
＃6：東京クリスマス（2018年12月21日、品川教会グローリア・チャペル）ストリングス・カルテットを加えたライブの模様を放送。
- 土曜日：中澤卓也（放送期間：2018年11月24日 - 2019年1月5日）

◇歌手・中澤卓也の道程
＃1：誕生から人生の岐路を語る　
生い立ちから幼少期、学生時代まで遡り、2つの夢とそのルーツを探る。
＃2：デビューからいま、成長の軌跡
2013年、17歳の時に出場した「NHKのど自慢大会」をきっかけに歌手デビューの夢を掴む。新潟県・長岡市からの上京、師匠・田尾将実との出会いから2017年1月のデビューに至るまでと、デビュー後から現在までの軌跡を辿る。
＃3：歌手・中澤卓也の「今」
2017年1月のデビューから約2年。さまざまな歌手活動や、先輩・後輩歌手とのエピソードなど中澤の「今」にフィーチャー。さらに、自分自身の声や歌、“歌手”について語る。
＃4：23歳の「素顔」に迫る
カメラの前で明かされる意外な一面や、趣味のスニーカー集め、オフの過ごし方、こだわりやマイブームに至るまで中澤のプライベートな素顔に迫る。
＃5：輝く未来のデザイン
歌手としての “今後の目標”や“挑戦したいこと”、また、“10年後の自分に伝えたいこと”や“結婚願望”、さらに“最後の晩餐”まで、中澤が想い描く未来の自分を一問一答形式で語り尽くす。
＃6：「中澤卓也コンサート2018」舞台裏完全密着ドキュメント
2018年9月26日、東京・マイナビBLITZ赤坂で行われた「中澤卓也コンサート2018〜赤坂にサカス歌の華たち、明日へ向かって〜」の会場入りから楽屋での様子、リハーサルから本番までの密着映像とともに、“コンサートへの想い”を語る。
- 日曜日：KU（放送期間：2018年11月25日 - 2019年1月6日）

◇I am KU 〜物語はここから始まる〜
＃1：「“KU”って何者！？」　　
吉幾三の長女、2017年メジャーデビュー。生い立ちから音楽との馴れ初め、ライブへのこだわりをインタビュー。2018年7月のライブ映像の中から数曲抜粋して放送。
＃2：父/歌手 吉幾三
娘としてのエピソードや、ライブでの父・吉幾三との共演。名曲「雪國」の英語カヴァー「YUKIGUNI」ライブバージョンを放送。
＃3：KUの原点
『自分を表現できるのが歌うこと！』。小さい頃から洋楽が好きだった“KU”の原点となるアーティストとは…。デビューまでの道のりを紐解く。
＃4：KU　スペシャル宴ライブ　〜第1部〜
2018年7月に行われたライブ（第1部）を放送。オリジナルからカバーまで、デビューアルバムを引っさげた約1年ぶりのライブ。父親譲りのパワフルで天性な歌声を届ける。
＃5：KU　スペシャル宴ライブ　〜第2部〜
前回に引き続き、2018年7月に行われたライブ（第2部）を放送。ロック、ファンク様々なジャンルを歌いこなし、父との共演やカヴァー曲なども披露。
＃6：新たな物語がここから始まる
これまで父との数々のステージ共演を果たし、自身のライブも成功してきた彼女の想い描く理想のアーティスト像とは…。

## 第2期
【レギュラー】
- 月曜日：浜端ヨウヘイ（放送期間：2019年3月25日 - 2019年5月6日）

◇浜端ヨウヘイ「カーテンコール」〜はじまりのうた〜
＃1：シンガーソングライターとして2019年1月23日に寺岡呼人プロデュースの「カーテンコール」でメジャーデビュー。浜端自身の半生を語り尽くす前半パートを届ける。
コーナー：「華麗なるひと時」2018年1年間に365杯以上のカレーを食した浜端と、「カレーおじさん＼(^o^)／」ことAKINO LEEが選ぶカレーの名店を紹介。1店舗目は「スパイスポスト」。
＃2：音楽で生きていくきっかけになった出来事や運命など、浜端自身の半生を語り尽くす後半パートを届ける。
コーナー：「華麗なるひと時」カレーの名店2店舗目は「ハブモアカレー」を紹介。
＃3：浜端ヨウヘイのプロデューサーでもある、JUN SKY WALKER(S)ベーシストの寺岡呼人との対談。出逢いから現在共同で楽曲を制作するまでの経緯や、プライベートな話までを放送する。
コーナー：「華麗なるひと時」カレーの名店3店舗目は「とんがらし」。
＃4：1stシングルにも収録されている楽曲「溝の口セレナーデ」にちなんだ土地である「溝の口」から届ける。前回に引き続き、JUN SKY WALKER(S)ベーシストであり音楽プロデューサーの寺岡呼人との対談。「溝の口セレナーデ」の誕生秘話も放送。
コーナー：「華麗なるひと時」カレーの名店4店舗目は溝の口にある「King Lion」。
＃5：高知のプロモーション活動に密着取材！自身の音楽活動と縁の深い高知で、音楽や仕事に対する姿勢や考え方などを、プライベートな素顔も含めて届ける。
コーナー：「華麗なるひと時」5店舗目は、参宮橋にある「RAJA」を紹介。
＃6：高知のプロモーション活動密着取材パート2。大学時代を過ごした「高知」。お世話になった人、運命を変えるきっかけをくれた人など、浜端ヨウヘイの素顔や思い出を紹介。また、これからの音楽活動、楽曲への想いも届ける。
コーナー：「華麗なるひと時」6店舗目は飯田橋にある「Curry & Spice Bar 咖喱人」。
- 火曜日：B2takes!（ビートゥーテイクス）（放送期間：2019年3月26日 - 2019年5月7日）

◇B2takes!の次世代音楽エンタメ番組〜目指せ！最前線〜GROWING
＃1：レギュラー冠番組を開始するぞ！
第1回目は、2019年3月1日のワンマンLIVEの模様を紹介。トークコーナーでは、メンバー内〇〇ランキングを発表。さらに5月リリースの新曲に向けた活動現場にも潜入、最新情報を届ける。また自撮りによる部屋紹介や趣味のコレクション紹介など各メンバーの素顔に迫り、B2takes!の魅力を伝える。
＃2：最新曲をちょっと見せちゃうぞ！
第２回目は、「彼女に求めるものは何？」のトークで盛り上がる。また、メンバー中島拓斗の自宅をテレビ初公開する。そして、2019年3月1日のワンマンLIVEの模様を舞台裏の密着を含めたっぷりと紹介する。
＃3：モノマネ大公開で爆笑の嵐！
第３回目は、「得意なモノマネ大披露大会」を開催。予想外のクオリティに大爆笑の嵐！また、メンバーの自撮りコーナーでは、しだっくすの変なインスタグラムを大公開で全員絶句！？　そして、2019年3月1日のワンマンLIVEの模様を舞台裏の密着を含め紹介。
＃4：メンバー内ランキングで大乱戦
第４回目は、「メンバー内ランキング」を発表！すっぴんとのギャップ１位は？遅刻魔は？一番足の臭いのは誰？可愛いランキングなどを紹介する。また、メンバーの自撮りコーナーでは、リーダー奥山ウィーピーの秘蔵コレクションを大公開。ワンマンLIVEの模様も届ける。
＃5：男らしさを主張して大爆笑！
第５回目は、「メンバーの考える男らしさ」をテーマにトークを展開する。また、メンバーの自撮りコーナーでは、写真撮影が趣味のIGUが撮影した写真を公開。ワンマンLIVEの模様も届ける。
＃6：メンバーへのクレームで大爆笑!?
第６回目は、「メンバー内のクレームを大公開」をテーマに持ち物検査やLINEの内容、時間にルーズな遅刻魔、僕だけ除け者！？などの内容でトーク展開する。また、メンバーの自撮りコーナーでは、飯山の楽屋でする事と森の趣味を公開。そしてワンマンLIVEの模様も届ける。
- 水曜日：Bitter & Sweet（ビタースウィート）（放送期間：2019年3月27日 - 2019年5月8日）

◇ビタスイのあさひともえみ
番組進行：番組マスコット「ビス子」ちゃん（Bitterの「ビ」とSweetの「ス」からビス子と名付けた）。声は、声優の藤井ゆきよ。Bitter & Sweetの2人と共に、ビス子のプライベートも丸裸にする。
＃1：2019年3月27日に「遠いところへ行くのでしょう／ラブストーリーは始まらない」を発売。彼女たちが生み出すハーモニーの魅力に迫る。デビューまでのヒストリーやBitter & Sweet結成秘話、初恋の話などを届ける。
＃2：第2回目はあさひともえみの音楽の原点や、相手をどれだけ知っているか！？のクイズコーナーなどを放送。
＃3：趣味・理想の恋愛についてのトークや、2019年3月27日発売の「遠いところへ行くのでしょう」のプロモーションビデオも紹介。
＃4：今回はパジャマパーティーを開催！二人が作詞・作曲を手がけた曲をギターの弾き語りで披露。2019年4月2日に行われた、もえみちゃんのバースデーLIVEの模様も届ける。
＃5：二人が料理に挑戦する。初めて作るメニューは「オムライス」と「あんかけかた焼きそば」。
＃6：最終回は、「遠いところへ行くのでしょう／ラブストーリーは始まらない」も含めアコースティック演奏による生歌を披露する。
- 木曜日：さとり少年団（放送期間：2019年3月28日 - 2019年5月9日）

◇さとり少年団のさとってる場合じゃなーい！
＃1：We Are SBC!
若手男性アーティスト集団“EBiDAN”（恵比寿学園男子部）の永玖・謙信・颯斗からなる3人組ダンス&ボーカルユニット。第1回目はメンバーの「あいうえお作文企画」や「大量の質問コーナー」。「さとり世代抜き打ちテスト」などの内容で届ける。
＃2：永玖-eiku-特集
第2回は、さとり少年団メンバー永玖特集。ドラム、ギター、ベース、キーボードなど楽器演奏が得意な永玖が、さとり少年団の楽曲を一人で演奏する。まるで、永玖ひとりでバンドを演奏し歌っているかのようなクールでユニークな映像を届ける。また、フルーツが大好きな永玖が、まだ食べたことのないフルーツにチャレンジする。さらに永玖本人がカメラを回し、プライベート動画を披露するコーナーなどを放送。
＃3：颯斗-hayato-特集
第３回は、さとり少年団リーダー颯斗特集。食べ物のカロリーを当てることができるという颯斗。抜き打ちで様々な食べ物を彼に見せ、カロリーを当てる。プライベート動画のコーナーは、チーズケーキをつくるのが得意だという彼にカメラを渡し、自宅でチーズケーキを焼く姿を公開。最近飲めるようになったというブラックコーヒーとともに楽しむ映像を届ける。
＃4：謙信-kenshin-特集
第4回は、さとり少年団メンバー謙信特集。ファンの間では周知の事実「ムーンウォークが得意」という事でムーンウォーク講座を開く。ムーンウォークを、極限まで分解して非常にわかりやすく説明する。また、円周率を100桁まで書くことができるという能力を持つ謙信。今回は、彼が100桁を超えてどこまで書けるかチャレンジする。さらに謙信本人がカメラを回し、プライベート動画を披露するコーナーも放送。
＃5：「さとり少年団」のウラガワ
さとり少年団のウラガワに密着。公開したことがないというダンスレッスンや演技レッスンの様子を、3人のインタビューも併せて公開する。また、さとり少年団とEBiSSHが融合したグループ、ONE N' ONLYリリースイベントの最新映像も届ける。さらに、2018年さとり少年団初の東名阪ワンマンライブツアーの映像を番組限定で特別公開。
＃6：「さとり少年団」のミライ
2019年、メンバー全員が二十歳になるさとり少年団。メンバー全員に、20歳になったらやりたい事を聞く。そして、20代の夢や目標を語る。また、「大スターになるには苦手克服すべし」というテーマで、メンバーそれぞれが苦手なものにチャレンジする。さらに、さとり少年団のファン「IROTAS」へのメッセージも収録。イ・ロ・タ・スを頭文字に、あいうえお作文をつくりファンへの想いを語る。
- 金曜日：Gacharic Spin（放送期間：2019年3月29日 - 2019年5月10日）

◇Gacharic Spin　もう 笑うしかない
2019年、結成から10周年を迎える超攻撃的&ド派手な最強エンタメガールズバンド・“Gacharic Spin”。新メンバーとしてyuri、アンジェリーナ1/3が加入。
＃1：マイク・パフォーマーとして新たに加入した"アンジェリーナ1/3"に密着する。2019年3月2日に恵比寿リキッドルームで行われた初ライブの模様も届ける。　
＃2：ガチャリックスピンの歴史やBEST ALBUM「ガチャっ10BEST」の中から「逆堺ヒーロー」ミュージックビデオをフルバージョンで披露する。貴重なライブリハーサル映像も放送。
＃3：新体制になって初めて行われる2019年4月6日の沖縄ライブに向けて強化合宿を敢行するメンバーの様子を届ける。
＃4：2019年4月6日に開催された沖縄ライブの模様を放送。
＃5：サンダースネイク厚木で行われたライブの模様を放送。ファンが選ぶガチャリックスピンの曲も紹介する。
＃6：秋葉原 Player's Club イケベックで「平成」「令和」をキーワードにこれまでの10年間振り返り、今後について話し合う。メンバー自ら演奏するイントロクイズも届ける。
- 土曜日：真田ナオキ（放送期間：2019年3月30日 - 2019年5月11日）

◇真田ナオキの歌道一到〜何事か成らざらん〜
＃1：出会い
演歌歌手、真田ナオキの“出会い”をインタビューで紹介。音楽、そして演歌。師匠・吉幾三との関係やデビューのきっかけ、現在までの歩みを語る。真田にとっての「演歌」とは？“ギター弾き語り”コーナーでは、德永英明の楽曲『壊れかけのRadio』を披露する。
＃2：歩み
今回は、スポーツやギター、そしてプライベートを紹介。購入後、使用していない一眼レフカメラ。「真田ナオキ～撮り馬への道～」では、大好きな馬を撮るため、初心者の真田がカメラマンから使い方から撮り方まで指導してもらい。撮影した写真も公開する。“ギター弾き語り”コーナーでは、浜田省吾の「もうひとつの土曜日」を披露する。
＃3：歓び
料理やスイーツを作って人に食べてもらうことが大好きという真田が“お手軽スイーツ イチゴどら焼き”を作る。簡単に作れる真田マル秘レシピと、普段見ることができないプライベートな素顔を紹介。“ギター弾き語り”コーナーでは、中島みゆきの「ファイト！」を披露する。
＃4：微笑み
前回に引き続き、キッチンスタジオから真田ナオキの料理の腕前を披露。冷蔵庫の余り物でつくる簡単ごはんをドラマ仕立てで挑戦。“ギター弾き語り”コーナーでは、河口恭吾の「桜」を披露する。
＃5：希み
「撮り馬」に挑戦。東京都日野市にある「馬カフェ マリヤの風」を訪れ、大好きな馬と触れ合い撮影に挑む。“ギター弾き語り”コーナーでは、小田純平の「恋月夜」を披露する。
＃6：未来
真田ナオキが描く「演歌の未来」をインタビューで語る。また、幼い頃からジョッキーになることが夢だった真田が乗馬を体験する。“ギター弾き語り”コーナーでは、バンバン (フォークグループ)の「『いちご白書』をもう一度」を披露する。
- 日曜日：あべや（放送期間：2019年3月31日 - 2019年5月12日）

◇伝え継ぐ日本の音魂 あべや
メンバー：リーダーの阿部金三郎（三味線）と銀三郎（三味線）兄弟、佐藤公基（尺八）、安藤龍正（三味線、パフォーマー）、根本麻耶（民謡唄い）。
＃1：あべや新潟へ行く！
2019年2月17日に行われた新潟県上越市のライブに密着。ライブ4日前の稽古場からスタートし、稽古中、ライブ会場に向けて移動中の様子。500人収容の会場でのライブまでを放送する。　　
＃2：「今日の主役は“阿部銀三郎”」
メンバー阿部銀三郎にスポットをあてる。兄、金三郎とともに津軽三味線日本チャンピオンに輝いた銀三郎。そんな彼の迫力ある三味線の音と、インタビューを中心に日本の伝統音楽に対する“熱”を紹介。普段のとぼけた表情から、ひとたび三味線を手にした時のイケメンっぷりは見応え十分。さらに、あべやが一般の民謡好きとふれあうミニコーナー「あべやの民謡酒場放浪記」もスタート。
＃3：「今日の主役は“佐藤公基”」
東京藝術大学邦楽科卒の邦楽エリート、尺八奏者の佐藤公基を紹介。国内邦楽界で女子人気ナンバー１のイケメン。繊細かつ大胆に奏でる尺八の音色でギタリスト関口晶大とのジャンルを超えたユニットのライブも紹介。ミニコーナー「あべやの民謡酒場放浪記」は浅草で歌って奏でる。
＃4：「今日の主役は“根本麻耶”」
あべやの舞台に咲く「妖艶な花」、民謡歌手の根本麻耶にスポットを当てる。その素顔は3人の子供を育てるスーパーお母ちゃん！さらにあべやオリジナルの民謡作りも目論む、根本曰く「その曲が100年歌い継がれれば民謡になる！」100年後に期待が膨らむ。ミニコーナ：和楽器作り「あべやのできるかな？」。
＃5：「今日の主役は“安藤龍正”」
あべやのオールラウンダー安藤龍正にスポットを当てる。安来節全国大会で３部全部門優勝という前人未到の経歴を持つ実力者。舞台上でひょうきんな踊りを披露する一方、津軽三味線では繊細かつ力強い演奏で観客を魅了する。ミニコーナ：和楽器作り「あべやのできるかな？」ついに楽器が完成、演奏する。
＃6：「今日の主役は“阿部金三郎”」
あべやのリーダー阿部金三郎にスポットを当てて紹介。弟、銀三郎の力強く迫力のある三味線に対し、繊細かつ巧みな技術で奏でる三味線はお客さんやメンバーをも引き込む。また、舞台演出も手がける金三郎は、直前でメンバーの構成を変更、対応するメンバーの様子などを放送する。

## 第3期
- TFG (音楽グループ)（放送期間：2019年11月20日 -2020年1月1日）

◇TFG (音楽グループ)〜兎にも角にもファンのために頑張ります〜
業界初！“五感”をコンセプトとした7人の俳優による新感覚アーティストグループTFG (音楽グループ)のアーティストとしての活動に焦点を当てた番組。レコーディングやアートワーク、ミュージックビデオの撮影など作品を作る上での取り組みや葛藤、ライブパフォーマンスをすることへの情熱や想いなど、今までにない“コアな部分”に迫った内容を届ける。
＃1
2019年12月11日リリースのセカンドシングル「神さま お願い」のミュージックビデオを初公開！レコーディング、ジャケット撮影の模様や、WOWOW PLUS MUSICオリジナル企画！メンバーによるメンバーしか知らない素顔を紹介。
＃2
2019年12月11日リリース予定のセカンドシングル「神さま お願い」の全国で行われたプロモーション活動や、ミュージックビデオの撮影風景、WOWOW PLUS MUSICオリジナル企画！メンバーによるメンバーしか知らないメンバーの素顔を紹介する。
＃3
2019年10月20日「Veats Shibuya」で開催されたライブの模様を中心に届ける。限られた練習時間の中で難しい課題に挑戦するメンバーの様子を放送。
＃4
2019年12月11日、duo MUSIC EXCHANGEで行われた「神さま お願い」X’mas Party！の最新ライブ映像やTFG初の新年会を開催。書初めや新年の抱負について語る。
- 七海ひろき（放送期間：2019年11月21日 -2020年1月2日）

◇七海ひろき 〜START!!〜
宝塚歌劇団の男役スターとして活躍した七海ひろきがアーティストとしてソロデビュー。新しいフィールドに漕ぎ出した七海ひろき新章の船出を伝える。初ワンマンライブの密着ドキュメントの模様や本人独占インタビューを届ける。
＃1
歌手としてソロデビューし、初ワンマンライブとなった「One-manLIVE773"GALAXY"」の東京・大阪公演に密着したLIVEドキュメントの模様を伝える。LIVE披露したオリジナル曲・カバー曲のほか、自身が今、感じる事、考えている事を語る独占インタビューを中心に舞台裏の貴重映像も放送する。
＃2
「アーティスト七海ひろき」にフィーチャー。メジャーデビューとなったミニアルバム「GALAXY」の楽曲を中心に、七海ひろきの曲づくりへの想いをインタビューで紹介する。さらに、自身初の作詞・作曲で製作進行中の「愛し君へ」のレコーディング現場にも密着。番組オリジナルのドライブコーナーでは、オススメのBGM「♪Runner (爆風スランプの曲)／爆風スランプ」とともに都内を疾走する。
＃3
表現者としての七海ひろきに迫る。歌手・役者としての「歌」や、芝居・声優として表現する「台詞」「声」について、LIVEで披露した朗読劇、取り組んでいる舞台やアニメの話などを語る。さらに、レギュラー出演しているラジオ番組「七海ひろき 七つの海への大航海」の収録現場にも密着。番組オリジナルのドライブコーナーでは、オススメのBGM「♪ルパン三世のテーマ／ピートマック・ジュニア」とともに都内を疾走する。
＃4
支えてくれるファンの存在について、公演や活動で大切にしていること、握手会で感じることなどに触れ、ファンへメッセージを届ける。さらに「Ambition」、「片思いの君へ」のミュージックビデオ撮影のメイキング映像で作品づくりの舞台裏も紹介する。番組オリジナルのドライブコーナーでは、オススメのBGM「♪WHITE BREATH／T.M.Revolution」とともにお台場までのドライブシーンを放送する。
- CUBERS（放送期間：2019年12月23日 -2020年2月3日 ）

◇CUBERSの今日なにする～？
2019年5月「つんく♂」が楽曲提供した「メジャーボーイ」でメジャーデビューを果たした。メンバーは顔面宝塚の「TAKA」、歳は最年長・頭は最年少の「春斗」、メンタルガラスの「綾介」、いたずら大好き最年少の「優」、アイドルオタクアイドルの「末吉９太郎」。個性的な５人がさらなる成長するため様々な企画に挑戦する。
＃1
テーマは「料理」もうすぐ大晦日！今回、CUBERSは『そば打ち』に挑戦する。2019年11月9日の東名阪ツアーの舞台裏の様子も届ける。
＃2
テーマは「センス」美的センスを磨くため、「絵付け体験」に挑戦する。ほか、東名阪ツアーの舞台裏に密着する。
＃3
テーマは「マジック」CUBERSには観客を沸かす一芸を身につけてもらうため、プロのマジシャンを講師に招き、特訓する模様を放送。
＃4
テーマは「運」バレンタインデー間近のチョコ企画を放送。芸能界に生き残るため、チョコっと運を磨く。ほか、チョコレートでコーティングされた中身を当てるコーナーも届ける。
- まねきケチャ（放送期間：2019年12月24日 -2020年2月4日 ）

◇まねきケチャの夜談（よだん）
2015年8月8日にデビュー。2018年9月24日には女性グループ史上、メジャーデビューより３番目の早さで日本武道館単独公演を開催したまねきケチャ。デビュー時より完全生歌にこだわり、歌唱力の高さと、「顔面偏差値のお化け」とまで称されるハイレベルなルックスに注目。番組では2019年12月15日、全国ツアー大阪公演を終えたばかりの「まねきケチャワールド」やニューアルバム「あるわけないの」のなかから最新曲のMV、さらには番組独自のトーク企画まで、2020年、結成5周年へと突き進むまねきケチャの魅力を届ける。
＃1～聖なる夜に福来れ～
第一夜では、宮内凛がMCに挑戦。まねきケチャのグループとしての歩みから、新曲「あるわけないのその奥に」のMV撮影秘話、最新LIVE情報を届ける。さらにメンバーによるクリスマストークも放送。
＃2
第二夜では、リーダー中川美優がMCに挑戦。2019年に実施した全国ツアー「まねきケチャワールド」のステージの模様やオフショットまでLIVEにまつわるトークを紹介。また、まねきケチャの曲をテーマにしたコーナーもスタート。曲は「冗談じゃないね」。ほかメンバーによるお正月トークも放送。
＃3
第三夜では、松下玲緒菜がMCに挑戦。成人式をテーマに晴れて新成人となった玲緒菜＆美桜を中心に成人式トークを展開する。メンバーの知られざる過去やまねきケチャの結成5周年にむけた野望も明らかにする。ほか、まねきケチャの曲をテーマにしたトークコーナーも放送。お題は「タイムマシン」。
＃4
最終夜では、深瀬美桜＆篠崎葵がMCに挑戦。「もっとみんなと話したい！」をテーマに番組で募集したメンバーへの質問に答える。さらにまねきケチャの新曲「あるわけないのその奥に」のMVメイキングシーンも公開する。
- 井上苑子（放送期間：2020年1月23日 - 2020年3月5日 ）

◇井上苑子「そんちゃん、22歳の休日」
「青春恋愛ソング」のカリスマ井上苑子が、これまでの音楽活動や、プライベートについて語る。高校生で迎えたメジャーデビューからの５年間の軌跡や、デビュー前の思い出などを振り返る。ほか、彼女の恋愛観やお気に入りの話まで、友だちの大関れいかと女子トークを繰り広げる。さらに、ミュージックビデオやLIVE映像も届ける。
＃1
“休日にリアルお友達とお出かけして好きなことをして遊ぶ！”友達の大関れいかを誘って軽井沢をドライブし、森の中の絶叫アスレチックに向かう。
＃2
絶叫アスレチックでお腹がすいた井上苑子と大関れいかは、軽井沢の人気お蕎麦屋さんへ向かう。
＃3
井上苑子が一度挑戦してみたかったという吹きガラス体験に挑戦する 。
＃4
軽井沢に続き、ふたりはまたドライブへ。スマホを撮りまくった「映えの谷」とはいったい？ あの可愛いキャラクターも登場！
- 東京女子流（放送期間：2020年1月24日 - 2020年3月6日 ）

◇東京女子流の1/2成人式
日本国内だけでなく、海外でのワンマンライブ開催などの経験を重ね、楽曲センスとともにライブパフォーマンスが注目されるガールズ・ダンス＆ボーカル・グループ ＊東京女子流＊番組では、ライブステージの模様やメンバーに迫ったドキュメントや番組オリジナル企画、ロケ、インタビューなどを放送。
＃1
第1話は定期公演のライブステージにカメラを入れ、番組公開収録した模様を放送。メンバーの秘密にまつわるクイズに挑戦し様々なエピソードを披露する。さらに、ライブパフォーマンスも届ける。
＃2
第２話は、メンバーへの独占インタビューを放送。デビュー当時のこと、LIVEの思い出、好きな楽曲・大事にしている楽曲、印象に残っている活動、アーティスト宣言からの方針転換、メンバーのこと、支えてくれた人への想い、そして今後の東京女子流についてなど、現在の彼女たちの視点で結成からの10年を振り返る。さらに東京女子流のオフショットも公開する。
＃3
第３話は、メンバー全員で思い出の地を巡る番組ロケ。いつものように通っていたあの場所、思い出がたくさん詰まった場所、記念となった聖地など、結成10周年となる節目に改めて思い出の地を訪れまる。当時を振り返って盛り上がったり、これからの将来に向けてモチベーションを上げていく1/2成人式オリジナル企画を放送。10周年の活動映像も紹介する。
＃4
第4話は、マイナビBLITZ赤坂で2020年2月開催のワンマンLIVE「GIGS at AKASAKA～TOKYO GIRLS' BAND STYLE～」のLIVEを届ける。バンド編成のワンマンLIVEで魅せる圧巻のステージ、リハーサルや当日ステージ裏のドキュメントなども番組で密着。
- Maison book girl（放送期間：2020年2月18日 - 2020年4月7日 ）

◇Maison book girl / Dual
矢川葵、井上唯、和田輪、コショージメグミによる4人組。音楽家サクライケンタとともに世界観を作り上げる芸術集団Maison book girl、通称ブクガ。独特且つ前衛的な音楽性、他には類を見ないステージ演出やパフォーマンスが話題のブクガの魅力と「アイドル」といった一面を併せ持つ彼女たちの魅力を「duality=二面性」というテーマで全4話に渡り放送する。
＃1
ARTIST SIDE　Maison book girlとはどんなグループなのか？活動を振り返りながら「グループ」に焦点をあてて語る。
SPECIAL PROGRAM　「もっとアイドルっぽい事をしたい！」というメンバーの声を受けて、番組独自の企画会議が急遽スタート。「アイドルっぽい」オリジナルMVの制作をメンバーのアイデアで挑戦する。
＃2
ARTIST SIDE　Maison book girlでの自分の役割や今の自分など「個人」に焦点をあてて語る。
SPECIAL PROGRAM　MVの衣装のアイデアを探しに街へ繰り出すメンバー。なぜか動物と触れ合うメンバー?!どんな衣装になるのか?
＃3
ARTIST SIDE　「Solitude HOTEL ∞F」を終えて、ライブについての想いや演出について語る。
SPECIAL PROGRAM　番組オリジナルMVの制作に奔走するメンバー。衣装に加えて振り付けにも挑戦し、メンバー自ら考えた世界観をどう表現していくのか。
＃4
ARTIST SIDE　MVの制作を終えたメンバーたちは今後の活動にどんな想いを持っているのか！ブクガの「今」と「未来」について語る。
SPECIAL PROGRAM　番組オリジナルMV撮影に密着。今までメンバーたちが考えてきたアイディアはどのような形になっていくのか⁈完成版のMVも公開する。
- 田村芽実（放送期間：2020年2月19日 - 2020年5月4日 ）

◇田村芽実～ワタシノアカシ～
ミュージカル界の新生として舞台で活躍する一方、ハロー！プロジェクトのスマイレージ（2014年にアンジュルムに改名）を卒業して2018年シングル「輝いて ～My dream goes on～」でソロデビュー。ミュージカル女優、シンガーとして着実な歩みを進めている田村芽実の魅力を届ける。
＃1二刀流 新たなストーリー・田村芽実
ハロー！プロジェクトのスマイレージ（2014年にアンジュルムに改名）として活動していたアイドル時代、ミュージカル女優そしてソロシンガーになるまでの歩みを本人のインタビューを交えて届ける。2020年2月1日からブロードウェイ・ミュージカル「ウエスト・サイド・ストーリー」Season2 にマリア役で出演。幼少時からの目標だったミュージカル女優への思いを語る。
＃2高い表現力と稀有な歌声
４月８日にリリースする1stフルアルバム「無花果」のレコーディングに密着。ミュージカル女優とは違った雰囲気で歌い上げるシンガー田村芽実を届ける。またこのアルバムで作詞家として参加した松井五郎に番組独占インタビュー。
＃3少女から大人の女性へ
2020年4月8日にリリースする「無花果」のミュージックビデオのメイキングや初回限定盤に収録されている「田村芽実×赤澤える Special　Document」に密着。彼女の意外な素顔が垣間見られる。
＃4春の鎌倉・江ノ島で満喫旅
田村芽実が大好きな絵本屋で飛び出す絵本を体験。江ノ島では2020年4月8日発売の１stフルアルバム「無花果」のヒット祈願へ。絵馬にかけた想いとは。
- 前野健太（放送期間：2020年3月16日 - 2020年5月4日）

◇前野健太のどーして歌は生まれんの
歌手だけでなく俳優としても大活躍のシンガー・ソングライター前野健太。この番組は、前野健太が念願だったという“歌”の紀行番組。彼自身が愛してやまない“歌”の生まれたふるさとを訪ね、楽曲が生まれたその土地の風景を眺め、そこで暮らす人々とふれあい、当時のエピソードや誕生秘話などを探す旅に出かける。さらに、前野健太自身が、そこで見た景色、感じた思いを新しい“歌”として生み出すという斬新な企画のプログラム。
＃1熱海 前編：旅の楽曲「ねえあんた」ちあきなおみ
昭和50年に行われた伝説のコンサート「ちあきなおみリサイタル」の名演とともにファンの間では名曲として人気が高い「ねえあんた」。前野健太はこの楽曲の作詞を手掛けた作家が作品のストーリーを生むヒントを得たという熱海の街を訪ねる。
＃2熱海 後編：旅の楽曲「ねえあんた」ちあきなおみ
「ねえあんた」の世界を探し、熱海の街を訪ね歩いた前野健太。果たして彼の目に映った景色とは。昭和の時代から大きく移り変わった街の風景と今を生きる人々。そこで感じた思いを新しい“歌”にする。
＃3津軽半島 前編：旅の楽曲「竜飛崎」よしだたくろう＆かまやつひろし
昭和49年、よしだたくろう＆かまやつひろしがリリースした「シンシア」のB面に収録された「竜飛崎」。“どてっ腹をぶちぬかれちゃった”という歌詞に衝撃を受けたと語る前野健太は、この歌のふるさとである青森県津軽半島の最北端に位置する竜飛崎を目指す。
＃4津軽半島 後編：旅の楽曲「竜飛崎」よしだたくろう＆かまやつひろし
“どてっ腹”と歌われた場所を探し求め旅をする前野健太。極寒の中、津軽半島最北端の壮大な景色と海峡をわたる強い風に圧倒される。果たしてその“歌”の光景を目にし彼が生み出した新たな“歌”とは。
- ベッド・イン (アイドルグループ)（放送期間：2020年3月19日 -2020年5月7日 ）

◇ベッド・インのバブルONないと！
日本に再びバブルの嵐を起こすべく勃ち上がった益子寺かおりと中尊寺まいによる地下セクシーアイドルユニット「ベッド・イン」の音楽トークバラエティ！ベッド・インと抜き差しならぬ関係のゲスト招いて深夜トークを繰り広げる。
＃1ゲスト：マキタスポーツ
第1回目のゲストは、ベッド・インが「芸人」そして「ミュージシャン」としてもリスペクトするマキタスポーツ。「マキタスポーツのオトネタ大賞2019」のエピソードなどをトークする。 出会いのきっかけとなった思い出の曲「いとしのエリーに乾杯」の熱唱は必見です！さらにマキタスポーツがベッド・インに音楽ネタをHOW TO！？また、2020年3月4日に発売したミニアルバム『ROCK』のレコーディング風景、作曲家やディレクターからのコメントも放送する。
＃2ゲスト：マキタスポーツ
音楽のルーツ、ギターや作詞・作曲についてトークする。 出会いのきっかけとなったカバー曲「目を閉じておいでよ」をカラオケでデュエット披露！ミニアルバム『ROCK』のジャケット写真撮影風景のほか、アートディレクターやカメラマン、衣装担当からのコメントも。
＃3ゲスト：ファーストサマーウイカ
ゲストは抜き差しならぬ関係というファーストサマーウイカ。出会いやそれぞれの音楽のルーツをトーク。さらにファーストサマーウイカがベッド・インのミニアルバム『ROCK』の感想を熱く解説！ドキュメントではミュージックビデオ撮影の様子や監督からのコメントも公開。
＃4ゲスト：犬山紙子
ゲストは、ベッド・インがリスペクトしているエッセイストの犬山紙子。出会いのきっかけとなった「スナックアーバン」でのエピソードからベッド・インが余興を行った結婚式の思い出について語る。犬山紙子から見たベッド・インの魅力とは？さらにベッド・インが自分の魅力を引き出すバブルポーズをジュリ扇で伝授する。ドキュメントではTwitterライブ配信の様子や演奏メンバーであるパートタイムラバーズからコメントも公開！
- さかいゆう（放送期間：2020年5月22日  -2020年7月3日 ）

◇さかいゆう Touch The Soul
「世界」と「旅」をテーマに制作された6th Album 『Touch The World』。ロンドン、LA、NY、サンパウロの文化遺産とも言える歴史あるスタジオを巡り、 現地のミュージシャン、エンジニアと一緒にレコーディングをしたさかいゆう。そのレコーディングに密着した軌跡とともにさかいゆうが世界と触れた時、一人のジャパニーズミュージシャンとしてなにを感じ、表現していくのか？！デビュー10周年を迎えたいま、集大成ではなくさらに進化する彼の「歌」と「グルーヴ」を届ける。
＃1
ロンドン、LA、NY、サンパウロの歴史あるスタジオを巡り、 現地のミュージシャン、エンジニアと一緒にレコーディングをしてきた軌跡と、新たに撮り下ろしたインタビュー、ゲスト売野雅勇との対談など、さかいゆうの“今”にフォーカスした見応えたっぷりの内容。「Soul Rain」の作詞を手掛けた作詞家・売野雅勇が楽曲について語る。
＃2
ロンドン・ニューヨークでのレコーディングの様子をゲストmabanuaを迎えて振り返るほか、さかいゆうが「プロデュースワーク」について語る。
＃3
ニューヨーク・ロンドンでのレコーディングの様子をゲストmabanuaを迎えて振り返る。さかいゆうが「うたとグルーヴ」について語る。
＃4
サンパウロでのレコーディングの様子をゲストレナート・イワイを迎えて振り返る。さかいゆうがリスペクトするプリンス (ミュージシャン)のバンド“New Power Generation”のキーボーディストレナート・ネトーもブラジルからリモート参戦する。
- SHE'S（放送期間：2020年7月23日  -2020年9月3日 ）

◇SHE'S TV
全員大阪出身の次世代ピアノロックバンド。2012 年「閃光ライオット」ファイナリストを契機にその高い音楽性が注目を集め、 2016 年 6 月にメジャーデビュー。全作品のソングライティングを担う井上竜馬が奏でるピアノをセンターに据え、エモーショナルな ロックサウンドから心を鷲掴みする珠玉のバラードまで、壮大かつ圧倒的な存在感を放つ。"聴けば、きっと囚われる。旋律に愛されたバンド"SHE'Sの魅力を届ける。
＃1
井上竜馬（Key.& Vo.）がMCを担当。井上竜馬の人生クイズでは、パーソナルな部分を出題。持ち込み企画では目隠しで“何"を触っているか当てて、メンバーの貴重なリアクションが垣間見られる。さらに２０２０年７月１日に発売のアルバム「Tragicomedy」の中から井上竜馬オススメの楽曲を紹介する。
＃2
服部栞汰（Gt.）がMCを担当。服部栞汰のパーソナルな部分を出題する。持ち込み企画は「イントロクイズ」、最下位にはキツイ罰ゲームが！さらに２０２０年７月１日に発売のアルバム「Tragicomedy」の中から服部栞汰オススメの楽曲を紹介。
＃3
広瀬臣吾(Ba.)がMCを担当。広瀬臣吾の人生クイズでは、小学生の頃の意外な出来事も。持ち込み企画「絵心で以心伝心」は２チームに分かれて絵心勝負！心が通じ合っていないチームには恒例の罰ゲームが！さらに２０２０年７月１日に発売されたニューアルバム「Tragicomedy」の中から広瀬臣吾オススメの楽曲を紹介。
＃4
MCは木村雅人（Dr.）。木村雅人の人生クイズでは、あるメンバーへの不満を出題！？持ち込み企画「楽曲ドラフト会議」はSHE’S全曲から“テーマ”に合った３曲を各自で選び、視聴者も楽しめるオリジナルラインナップを完成させる。さらに、２０２０年７月１日に発売されたニューアルバム「Tragicomedy」の中から木村雅人オススメの楽曲を紹介。
- 風男塾（放送期間：2020年8月21日  -2020年10月2日 ）

◇風男塾ってどんな塾？
風男塾の全ての歌やパフォーマンスは、「人を元気にする」。10～20代の女性を中心に、圧倒的な支持を得ている。集英社「マーガレット」での漫画化や全日本プロレスとのコラボ企画、男性ファッション誌のモデルを行うなどジャンルを問わずに幅広く活動している。その存在はまさに “開拓者(パイオニア)” !!愛刃 健水(あいば けんすい)、紅竜 真咲(くりゅう まさき)、新メンバーに神那 橙摩(かんな とうま)、偉舞喜 雅(いぶき みやび)が加入し、新たなスタートを切る彼らの魅力を届ける。
＃1
第一回の科目は「社会」。風男塾の結成から今のメンバーになるまでの歴史を学ぶ。懐かし映像に思わず涙が…！？
＃2
第二回の科目は「国語」。メンバーに関する穴埋めクイズやイケメンセリフ対決で語彙力を学ぶ。イケメンセリフで健水を納得させたのは！？放送委員のコーナーでは橙摩の風男塾おすすめ楽曲を紹介する。
＃3
第三回の科目は「美術」。似顔絵対決と粘土対決をして、美的センスを学び、放送委員のコーナーでは雅の風男塾おすすめ楽曲を紹介する。
＃4
第四回の科目は「音楽」。２０２０年９月２３日にリリースする「笑う門に明日は来る」のレコーディングからミュージックビデオのメイキングに密着し彼らの魅力に迫る。
- NEMOPHILA（放送期間：2020年8月25日 -2020年10月6日 ）

◇NEMOPHILA～地獄のゆるふわ初冠～
「メタル」・「ラウド」・「グランジ」など、幅広いジャンルのロックを取り入れた、令和型ガールズバンド“NEMOPHILA（ネモフィラ）”。彼女たちがかき鳴らす重厚でスキルフルなサウンドは、男子顔負け。しかし、そうした豪快なパフォーマンスの中には、女性ならではの艶やかさも兼ね備えている。平成のガールズバンドとは一線を画し、令和ロック界の新生アイコンとして、「ガールズ」という枕詞を超越した、彼女たちにしか奏でられない音楽を届ける。
＃1
バンド名の由来や、ガールズバンドを志した理由などNEMOPHILAのヒストリーが分かる。メンバーの昔の写真も必見！。さらに、新曲「雷霆 -RAITEI-」のレコーディングの裏側や2020年2月に行われたライブ映像など、ここでしか見れない映像も届ける。
＃2
NEMOPHILAのメンバーが料理やイラスト、格闘技など隠れた才能を披露する。また、「雷霆 -RAITEI-」のMV制作現場にも密着。制作の裏に垣間見られるメンバーの葛藤と焦燥を届ける。
＃3
NEMOPHILA「自宅の階段で〇〇をするメンバー」や、「隠れた酒豪」が明らかになるなどメンバー同士のタレコミ企画を届ける。さらに、即興の曲作りで名曲が誕生！？2020年8月22日に行われた無観客配信LIVEにも密着。
＃4
2020年8月22日に行われた無観客配信LIVEの映像を一挙公開。胸を熱くさせたLIVEの裏側に迫る。さらに、デビュー1周年を迎えるNEMOPHILAの涙の先に見える“夢”と“苦悩”を届ける。
- AK-69（放送期間：2020年9月21日 -2020年11月2日 ）

◇LIVE:live ～AK-69の核心と革新～
アンダーグラウンドからマイク1本で這い上がり、ヒップホップ界の頂点に上り詰めた“AK-69”。彼は、ラップと歌を融合させた独自のスタイルで音楽シーンを開拓し、そのスタイルの先駆者として名を轟かせた。さらに、アメリカの名門レーベルとの契約、日本武道館2daysライブ、他ジャンルとのコラボなど、日本のヒップホップ界で前人未踏の記録をいくつも達成し続けて来た。そんな彼を突き動かす“原動力”“音楽”とは一体何なのか。常に未知のものに挑み続け、革新する“AK-69”にしか語れない番組を届ける。
＃1テーマ：「LIVE」
AK-69の音楽人生を語る上でライブは欠かせない。1996年、地元名古屋で人知れずマイクを握り全国のクラブで年間180本にも及ぶライブを敢行。誰にも見向きもされない時代から努力をし続け、スターダムへの階段を駆け上がってきた。音楽シーンに次々と金字塔を打ち建てるAK-69。トップの誇りをかけた、彼のその覚悟とは…。
＃2テーマ：「CULTURE」
ヒップホップアーティスト“AK-69”のもう1つの顔が、アパレルブランドの社長兼プロデューサー。彼自身が手掛けるブランドは、品質・デザイン性・機能性をこだわり抜き、国内外の多くのシーンで広く発信している。様々なファッション誌で特集を組まれるなど、高いファッション性を誇るAK-69。音楽ではない彼の素顔に迫る。
＃3テーマ：「SPIRIT」
自分自身をあえて過酷な状況下に置き、限界までトレーニングを続ける“AK-69”。そうした彼の楽曲は、多くの“トップアスリート”の魂を震わせる。そこには、“闘う男の代弁者”である彼にしか書けないリアルなメッセージが込められており、野球・サッカー・ラグビー・ボクシング・格闘技など、あらゆるスポーツ選手の入場曲に使用され、NPBプロ野球においては入場曲使用率No.1。地元名古屋のB LEAGUE B1バスケットボールチーム＝名古屋ダイヤモンドドルフィンズの公式テーマソングとアリーナ内全楽曲を監修。熱き男たちの心を奮い立たせている。ボクシング世界4階級王者井岡一翔選手をはじめ、多くのトップアスリートの声と共に、血の滲む様なトレーニングに密着し、彼の魅力に迫る。
＃4テーマ：「live」
“AK-69”の楽曲に込められているのは、彼の人生そのもの。自身が体験した全てが、“血”となり“骨”となる。それはジャンルや年齢の壁を越え、熱き男の魂と呼応する。そこには、ヒップホップシーンを牽引するAK-69だからこそ、次世代へ繋ぐ想いがあり、時を越え、現代でシンクロする楽曲が生まれる。ヒップホップ界で革新を続ける男の生き様。最終夜は、彼が歩んできた音楽人生を楽曲と共に振り返る。
- Chuning Candy（放送期間：2020年10月23日 -2020年12月4日）

◇チュニキャンのおおきな輪
2018年3月にシングル「Dance with me」でメジャーデビュー。韓国の人気歌番組「SHOW CHAMPION」に日本人女性グループとしては史上初出演を果たすなど、注目度が高まり第60回「日本レコード大賞 新人賞」を獲得。2020年3月にリリースした配信シングル「ダイナミック琉球」がYouTubeで累計300万回以上再生するなど話題を集めている彼女たちの魅力を届ける。
＃1
キャンディーのように色々な個性を持つメンバーが「Chuning＝調和」をして歌とダンスを届けるという意味を込められたグループ結成から今までをメンバートークで振り返ります。音楽的な活動の紹介はもちろん、その当時の心境や裏話、思い出のミュージックビデオ撮影やダンス振り付けなど個性豊かなメンバーが思い思いに語る。
＃2
メンバーそれぞれが感じる現在の課題や今後の目標を語る。さらに地元・沖縄で愛され、彼女たちもカバーしている「ダイナミック琉球」での新しいチャレンジに密着。ビッグバンド「GENTLE FOREST JAZZ BAND」とコラボし配信したばかりの「ダイナミック琉球～ＧＦＪＢ Thundering mix～」の楽曲レコーディングやＭＶ撮影のドキュメントを放送。
＃3
彼女たちのルーツでもある沖縄をテーマにしたイベント「はいさいFESTA」へ向けたチャレンジに密着！番組からの企画で初挑戦となった沖縄伝統の三線や、フォーメーション変更でトライするダンスレッスンでのメンバーの頑張りや苦悩などを放送。さらにメンバーが好きなオリジナル楽曲も紹介する。
＃4
番組ラストは、7ヵ月ぶりとなった「はいさいFESTA」のステージの模様を当日ドキュメントもあわせて届ける。ステージで披露する三線演奏や披露する歌、ダンスは成功するのか！？＜歌唱曲＞♪アイのうた ♪Dance with me ♪GIRLS’ PARTY!! ♪ダイナミック琉球
- バンドじゃないもん!MAXX NAKAYOSHI（放送期間：2020年11月26日 -2021年1月7日 ）

◇バンもん！のうぉーうぉーPLUS
鈴姫みさこ、恋汐りんご、ななせぐみ、望月みゆ、甘夏ゆず、大桃子サンライズによる、6人組ポストアイドル。デビューシングルから6作連続オリコン週間チャートTOP10入りを果たすなどスマッシュヒットを連発。ライブでは、豊洲PITやZEPP TOKYOなどの大型ライブハウスをはじめ、中野サンプラザホールや代々木公園野外ステージ、日比谷野外大音楽堂でのワンマンライブなど、キャパシティーを広げ軒並み大成功を収める。メンバー1人1人の個性的かつ独特なキャラクターと音楽性で群雄割拠のアイドルシーンで異彩を放つ彼女たちの魅力を届ける。
＃1
テレビ局に、バンもん！の魅力をプレゼンしに来たリーダー鈴姫みさこ。「ポストアイドルって何？」「バンドじゃないの？」と疑問を抱いているバンもん！初心者の方も、すでにファンの方も、この番組を見れば彼女たちの事をもっと好きになる“バンもん！入門編”。
＃2
コロナ禍でのツアー中止から、2020年10月に行われた「八周年記念リクエストアワード 2020」までの約半年間の活動や、ファンへの想いをバンもん！のメンバーが語る。
＃3
コロナ禍でのバンもん！の活動に迫る。広大な自然の中で行われた「はらっぱライブ」の映像や「八周年記念リクエストアワード 2020」の舞台裏やメンバーの想い。
＃4
八周年記念ライブを成功させた、バンもん！のメンバーが未来の“バンドじゃないもん！MAXX NAKAYOSHI”について語る。ライブでは新曲も披露する。
- 真っ白なキャンバス（放送期間：2020年11月25日 -2021年2月25日）

◇真っ白な詩 〜僕たちは強く生きる〜
2020年3月にキングレコードからメジャーデビューした真っ白なキャンバス。新コンセプトを「あなたと一緒に、大きな夢を描いていきたい。この真っ白なキャンバスに。」とし、今までとは違ったグループを目指す、一歩ずつ前に進む彼女達に番組が密着する。
＃1
５人体制として新たなスタートを切った「真っ白なキャンバス」。どんなアイドルグループなのか過去のMVと共に振り返る。小野寺梓が抱える苦悩や葛藤を本音で語る。
＃2
2021年2月24日にリリースするメジャー１stアルバム『共創』のレコーディングに密着。このアルバムで楽曲提供したYouTubeの音楽シーンを騒がすユニット「ツユ」のぷすが参加。また2020年11月18日Zepp DiverCity TOKYOで行われたワンマンライブを初披露。
＃3
3周年記念ライブの舞台裏に密着、終演後に見せた小野寺梓の涙の理由とは。また三浦菜々子・橋本美桜が“真っ白なキャンバス”の過去と未来、グループへの思いを語る。さらに、メジャー１stアルバム『共創』に楽曲提供した“おいしくるメロンパン”のナカシマさんに独占インタビュー。
＃4
メジャー１stアルバム収録曲「朝露草」の作詞を担当した小野寺梓の自撮り動画や、アルバムのコンセプトとなる「１４０字の物語」を提供した神田澪に独占インタビュー。
- ACE COLLECTION（放送期間：2021年1月21日 -2021年3月11日）

◇ACE COLLECTION - GO MY WAY -
動画サイトへの配信をきっかけに、突如現れたZ世代4人組バンド「ACE COLLECTION」（エースコレクション）。個性的でクリエイティブな彼らの音楽を聴けば、彼らが只者ではないと容易に察することができる。確かな腕と感性を持ち、音楽的出自の違うミュージシャンが共に音を鳴らすことで、全く異形の面白いものが生まれる。そんな“ACE COLLECTION”の魅力を届ける。
＃1：ACE COLLECTIONの“歩み”
2017年の結成より、1年余りでワンマンライブを成功させ、2020年にメジャーデビューを果たした “ACE COLLECTION”。第1夜は、ACE COLLECTIONのメンバーがバンド結成の経緯やライブへの想いを語る。
＃2：ACE COLLECTIONの“音”
2020年、メジャーデビューの年に様々な事に見舞われた“ACE COLLECTION”。その時 Vo.たつや◎は何を感じ、どんな思いで音楽と向き合っていたのか。密着と共に、ACE COLLECTIONの楽曲制作を紐解く。
＃3：ACE COLLECTIONの“挑戦”
2020年、未曾有の事態に直面し、ライブを開催出来なかったACE COLLECTION。しかし、約1年のブランクを経て、遂に“LIVE TOUR 2021 STARDUST” が始動。ライブリハーサルに密着し、新たな試みやライブにかける情熱など、妥協を許さない彼らのライブ造りを伝える。
＃4：ACE COLLECTIONの“ライブ”
“LIVE TOUR 2021 STARDUST”に密着する。